# M1131 Stryker
M1131 «Страйкер» (англ. M1131 Fire Support Vehicle) — бронетранспортер-машина управління вогнем виробництва США.
M1131 Fire Support Vehicle (FSV) належить до сімейства бойових машин «Страйкер» й призначена для забезпечення посиленої автоматизованої розвідки на полі бою, виявлення та ідентифікації цілей, їх супроводження, цілевказання, позиціювання свого місця розташування та забезпечення функцій зв'язку в тактичній ланці управління вогнем. Дані обробки цілей передаються в реальному масштабі часу на системи вогневого ураження.

## Відео
- M1131 Fire Support Vehicle [Архівовано 10 березня 2016 у Wayback Machine.]